# Sabellaria chandraae
Sabellaria chandraae är en ringmaskart som beskrevs av Silva 1961. Sabellaria chandraae ingår i släktet Sabellaria och familjen Sabellariidae. Inga underarter finns listade i Catalogue of Life.